# أحمد عز الدين البيانوني
أحمد عز الدين البيانوني، الشيخ أحمد الصياد، الملقب بـ “عز الدين” ابن الشيخ عيسى بن حسن بن بكري بن أحمد البيانوني الحلبي. داعية ولد في مدينة حلب من بلاد الشام، عام /1330/ هجرية، الموافق لعام /1913/م، وفيها نشأ وتلقى علمه، وهي ميدان علمه ونشاطه ودعوته، إلى أن توفي فيها عام /1395/ هجرية، الموافق لعام /1975/ م.

## النشأة والتعليم
ختم أحمد عز الدين البيانوني القرآن الكريم، وعمره خمس سنين، وبعدها “الكتاب” وتلقى عنه مبادئ القراءة والكتابة والحساب، وأتقن تلاوة القرآن الكريم وتجويده، حتى ختمه مع حفظ ما تيسر منه، ثم دخل المرحلة الابتدائية. وكانت الدراسة فيها خمس سنين، ثم تخرج فيها. ثم مدرسة “التجهيز الأولى”. وكانت الدراسة فيها تشمل المرحلة التحضيرية، وهي سنة واحدة، ثم المرحلة المتوسطة وهي ثلاث سنين، ثم المرحلة الثانوية، وتنقسم إلى دراسة ثانوية مدتها ثلاث سنين، أو التحاق بدار المعلمين، ومدتها سنتان، والدارسة فيها تشتمل على المقررات الثانوية مع مقررات اختصاصية لطلبة دار المعلمين، وكانت الحياة فيها داخلية، ثم تخرج بعد سنتين معلماً، وكانت حياتها الداخلية ذات نظام دقيق، مع إشراف علمي وتربوي صارم. وكان كثيرا من الناس يؤثرون دراسة دار المعلمين، لما أنها قريبة المنال، خفيفة الأعباء والتكاليف، يسرع الفتى فيها إلى الحياة الوظيفية والاجتماعية.
ومما اهتم به من العلوم، علم النفس التربوي، وهو لم يأخذ هذا العلم بصورة نظرية بحتة، ولم يقف عند ما تلقاه منه في أيام دراسته بصورة ضيقة محدودة، بل كان ما أخذه وتلقاه أيام الدراسة دافعاً له بعد اتجاهه للوجهة الدينية والدعوية، إلى مقارنته بما جاء به الإسلام، وما فهمه علماء المسلمين من نصوص الكتاب والسنة ومواقف السلف وأساليبهم. وأما العلوم التي نبغ فيها بعد اتجاهه الوجهة الدينية والدعوية: فقد كان له اهتمام ملحوظ بكل العلوم الشرعية العملية من التوحيد والتفسير والفقه والحديث والسيرة والتراجم والأخلاق والتصوف الشرعي، ويمكن أن يلحظ ذلك كل دارس لآثار الشيخ أحمد ومؤلفاته. على أن الأمر المميز للشيخ أحمد على كثير من أقرانه هو القدرة الفائقة التي آتاه الله إياها على تمثل العلم الذي يدرسه، ونقله للجيل المعاصر من الشباب، وتقريبه للثقافة الإسلامية بصورة عصرية ملائمة، ويلحظ ذلك بيسر من النظر العابر لآثاره ومؤلفاته، حتى كان للشيخ شرف المساهمة في إعداد كتب التربية الإسلامية لمراحل دراسية متعددة لما امتاز به من قدرة خاصة في ذلك وموهبة.

## مؤلفاتة

### أولاً: كتب ورسائل منوعة
- رسالة سبيل الهدى والعمل: وهو أول ما ألف من كتبه، جمع فيه أوامر الإسلام ونواهيه على شكل وصايا.. افعل كذا. واترك كذا، وبلغت وصايا تلك الطبعة /348/، ثم زاد عليها حتى بلغت /381/، فيما بعدها من طبعات، ونشر الطبعة الأولى منه بخطه الجميل، بتاريخ /1374/ هجرية، وقد وزع مجاناً، وكذلك سائر طبعاته، وترجم إلى لغات أخرى. وصدّر الطبعة الثامنة في حياته بمقدمة طويلة، توضح فكرته الدعوية، وما يراه من منهج عملي لخدمة الإسلام.
- كتاب الاجتهاد والمجتهدون: وهو مجموعة مقالات لعلماء من العالم الإسلامي كان قد استكتبهم الشيخ رحمه الله، لبيان موقف علماء الإسلام من دعوة بعض الناس للعامة في بلاد الشام إلى الاجتهاد بدون تحقق شروط أو التزام حدود وضوابط، وله فيها مقالة ضافية.
- كتاب قبسات من نور النبوة: وقد ألفه بالاشتراك مع فضيلة الشيخ عبد الفتاح أبو غدة رحمه الله.
- رسالة أخطاء لغوية شائعة، وتصويباتها: /500/ كلمة، نشر بتاريخ /1381/هجرية، الموافق /1961/م.
- كتاب مجموعة العبادات على مذهب الإمام أبي حنيفة رحمه الله: ختمه بقصائد من شعره في الحنين إلى المشاعر المقدسة.
- رسالة التكريم الصادق بالاتباع الكامل: كتبها بمناسبة احتفالات الناس السنوية بربيع الأول، يبين فيها ما يجب على المؤمن تجاه نبيه صلى الله عليه وسلم.
- الاشتراك مع بعض مدرسي التربية الإسلامية في وضع مناهج هذه المادة للمرحلة الابتدائية، وترتيبها.
- رسائل دعوية وتربوية في موضوعات متنوعة: كان يكتبها لتوجيه إخوانه في المخيمات السنوية التي كانت تقيمها الجماعة أو في مناسبات أخرى.[1][2]

### ثانيا: سلسلة العقائد
- الإيمان بالله تعالى.
- الإيمان بالرسل.
- الإيمان بالملائكة.
- الإيمان باليوم الآخر.
- الإيمان، خصائصه وعلاماته: مطبوع في قسمين.
- الكفر والمكفرات.[1][2]

### ثالثاً: سلسلة من هدي الإسلام
- شؤم المعصية وبركة التقوى.
- هذا الإنسان.
- الدعوة إلى الإسلام وأركانها.
- من محاسن الإسلام.
- الفتن.
- الأمر بالمعروف والنهي عن المنكر.
- القلب.
- منهاج التربية الصالحة.
- فضيلة الدعاء والذكر: مطبوع في قسمين.
- الحق والباطل.
- التوبة: مطبوع في قسمين.
- العمل الصالح.
- الرؤى والأحلام.
- الهدى والضلال.
- العشر المهلكات.[1][2]

### مالم ينشر من كتبه وآثاره، ويشمل: المخطوطات من كتبه، والدروس والشعر.
أما المخطوطات من كتبه منها:
- كتاب بلوغ الأمل في شرح وصايا “سبيل الهدى والعمل”.
- كتاب الآداب الإسلامية، وهو كتاب شامل، دهمه المرض، وهو يشتغل بتأليفه، وقد ألقى منه دروساً قبيل مرضه.
- تتمة العشر المهلكات، فقد نشر ثلاثاً منها في كتاب، ووعد بالحديث عن سائرها، ولم يتمكن من إكمال ما كتب في ذلك.
- مختارات من كلام السلف: تعد زبدة نافعة في التربية والتزكية، وقد أملى علينا قسما منها في لقاءات العمل التي كان يدير فيها شئون الجماعة، وتعرض عليه فيها أوضاع إخوانه، وما يجد لهم من مشكلات.
- مجموعة العبادات على المذهب الشافعي: وهو كتاب على غرار كتاب (مجموعة العبادات على مذهب أبي حنيفة) ولكنه أوسع من مثيله، وأغنى بذكر الفروع الفقهية، والمسائل التي يكثر وقوعها، وقد أملى علينا منه قسماً في دروس عقدها للإخوة الشافعيين.[1][2]